# Solitär-Ring

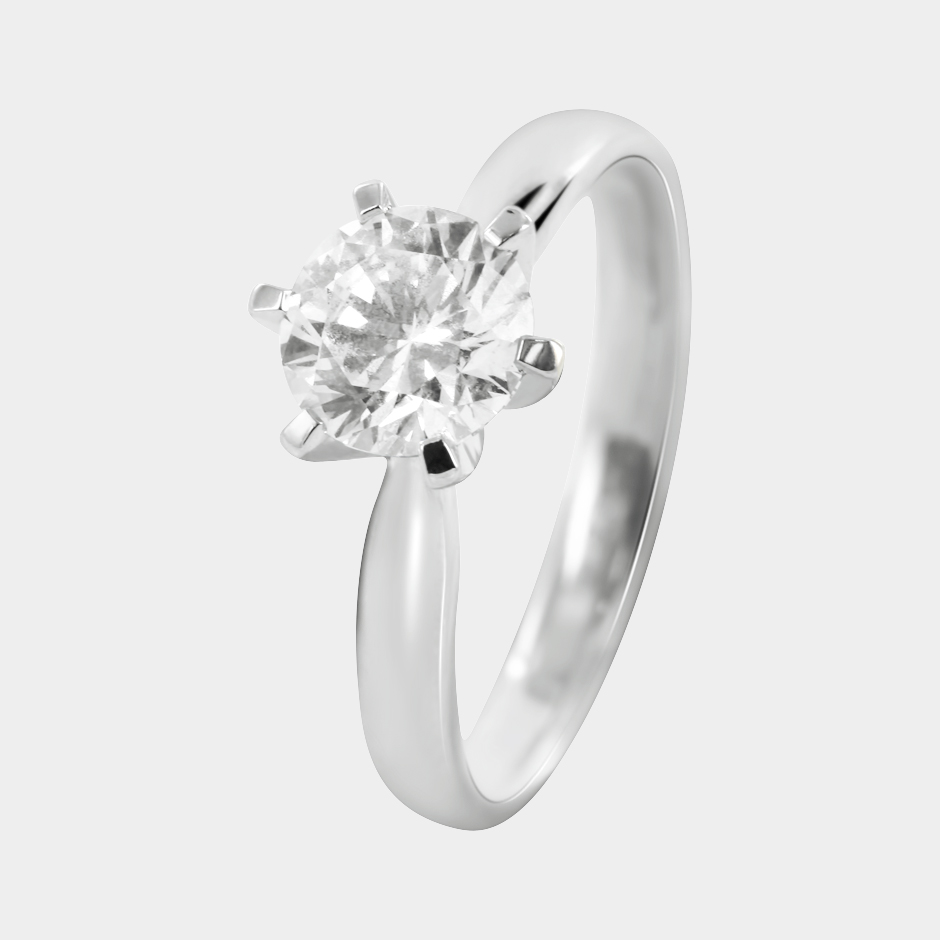
Klassischer Solitär-Ring

Ein Solitär-Ring ist in seiner ursprünglichen Form ein Ring mit einem einzelnen Diamanten im Brillantschliff in einer Krappenfassung. Der Solitär-Ring dient häufig als Verlobungsring.

## Geschichte
Der klassische Solitär-Ring geht auf einen Entwurf des Juweliers Tiffany & Co. aus dem Jahr 1886 zurück. Dieser Schmuckentwurf entwickelte sich rasch zum Inbegriff des Verlobungsrings. Er löste damit das vorher sehr verbreitete Modell mit dem blauen Edelstein Saphir ab, dessen Farbe symbolisch für Treue steht und somit dem Liebespaar eine glückliche Zukunft heraufbeschwören sollte. Ein Beispiel für diese alte Tradition ist der Ring von Prinzessin Diana, den Prinz William Kate Middleton zur Verlobung geschenkt hat.
Die Bezeichnung Solitär-Ring geht aus dem französischen Wort für Einzelgänger, solitaire, hervor. Damit wird ausgedrückt, dass die Ringschiene nur von einem einzigen Edelstein bekrönt wird, wobei es sich hier traditionell um einen Diamanten handelt. Dies ist mit ein Grund dafür, dass sich der Solitär-Ring so gut als Verlobungsring eignet – er steht gleichnishaft dafür, dass die Auserwählte einmalig und unersetzbar ist.

## Aussehen
Das Neue an der Erfindung des Solitär-Rings war seine Fassung, die nach dem Erfinder Tiffany Mount genannt wird. Beim originalen Solitär-Ring wird der Diamant von sechs Krappen gehalten.
Inzwischen gibt es auch Variationen mit einer davon abweichenden Anzahl. Die Krappen aus Metall erinnern in ihrem Aussehen an Krallen, weshalb auch der Name Krallenfassung verwendet wird. Der optische Eindruck des Diamanten wird durch die Anzahl der Krappen beeinflusst. So wirkt ein Diamant gefasst in 4 Krappen eher eckig, während ein in 6 Krappen gefasster Diamant eher rundlich erscheint.
Charakteristisch für den Diamanten auf dem Solitär-Ring ist sein feuriger, blendender Glanz, der dadurch unterstützt wird, dass die Lichtstrahlen durch die spezielle Art der Fassung von allen Seiten in den Stein einfallen können. Hiermit und durch den für diese Ringart üblichen Brillantschliff wird ein Maximum an Brillanz aus dem Diamanten herausgeholt. Bei anderen verbreiteten Formen der Fassung hingegen, wie z. B. der Kastenfassung, wird der untere Teil des Edelsteins verdeckt. Dadurch erscheint er weniger schillernd und funkelnd.

## Abwandlungen
Heute beschränkt sich der Begriff Solitär-Ring nicht ausschließlich auf das anfängliche Modell. Unter den Namen fallen auch andere Ringe, deren Gemeinsamkeit es ist, dass sie nur von einem Edelstein geschmückt werden. Dabei muss dieser nicht zwingend über einen Brillantschliff verfügen; auch weitere Schliffformen wie beispielsweise der Herzschliff sind verbreitet.